# Ричёв
Ричёв (бел. Рычоў) — агрогородок, центр Ричёвского сельсовета Житковичского района Гомельской области Беларуси.

## География

### Расположение
В 37 км на юго-запад от районного центра и железнодорожной станции Житковичи (на линии Лунинец — Калинковичи), 275 км от Гомеля. На юге и востоке национальный парк «Припятский».

## Гидрография
На реке Ствига (приток реки Припять).

## Транспортная сеть
Транспортные связи по просёлочной, затем автомобильной дороге Туров — Лельчицы. Планировка состоит из 2 улиц, ориентированных с юго-востока на северо-запад, к которым на востоке присоединяется короткая улица. Жилые дома деревянные, усадебного типа.

## История
Обнаруженные археологами курганный могильник X—XIII веков (остались 37 насыпей из 211, на северной окраине агрогородка), поселение железного века и раннефеодального времени (в 0,9 км на север от агрогородка) свидетельствуют о заселении этих мест с давних времён. Согласно письменным источникам, известна с XV века как деревня, подаренная Свидригайло Ольгердовичем князю Михаилу Василевичу. После 2-го раздела Речи Посполитой (1793 год) в составе Российской империи. В 1795 году владение Потоцких. Действовала Свято-Михайловская церковь (в ней хранились метрические книги с 1797 года). В 1814 году вместо обветшавшего построено новое деревянное здание церкви. В 1834 году владение графини Мостовской. В 1885 году в наёмном доме открыта школа, а в начале 1920-х годов для неё было выделенное национализированное здание. С 1896 года работали ветряная и водяная мельницы. Согласно переписи 1897 года в селе находилась кузница. В 1917 году в Туровской волости Мозырского уезда Минской губернии.
С 20 августа 1924 года центр Ричёвского сельсовета Туровского, с 17 апреля 1962 года Житковичского района Мозырского округа (до 26 июля 1930 года и с 21 июня 1935 года до 20 февраля 1938 года), с 20 февраля 1938 года Полесской, с 8 января 1954 года Гомельской областей. В 1929 году организован колхоз «Красный Рубеж», работала водяная мельница. Во время Великой Отечественной войны оккупанты в 1941 году убили 16 жителей, в 1943 году сожгли 125 дворов, убили 34 жителя. В боях около деревни в июле 1944 года погибли 48 советских солдат и партизан (похоронены в братской могиле в центре агрогородка). Освобождена 5 июля 1944 года. 43 жителя погибли на фронтах. Согласно переписи 1959 года центр колхоза имени XXII съезда КПСС. Действуют лесничество, средняя школа, Дом культуры, библиотека, фельдшерско-акушерский и ветэрынарайоны участки, отделение связи, 2 магазина.

## Население

### Численность
- 2004 год — 217 хозяйств, 524 жителя.

### Динамика
- 1795 год — 44 двора, 309 жителей.
- 1897 год — 64 двора, 406 жителей (согласно переписи).
- 1908 год — 435 жителей.
- 1917 год — 511 жителей.
- 1925 год — 106 дворов.
- 1940 год — 130 дворов, 590 жителей.
- 1959 год — 855 жителей (согласно переписи).
- 2004 год — 217 хозяйств, 524 жителя.